# Somatognosie
 (janvier 2013).
La somatognosie réfère à la connaissance qu’un individu a de son corps et des relations entre ses différentes parties. En effet, ce concept est intimement relié au schéma corporel qui permet d’avoir une connaissance de la position, du mouvement et de la localisation de notre corps dans l’espace.

## Troubles somatognosiques
Déjà en 1952, Hécaen et Ajuriaguerra décrivaient les syndromes suivants: l’asomatognosie, le syndrome de Gertsmann, l’autotopagnosie et le membre fantôme (Hécaen & Ajuriaguerra, 1952). Depuis, certains tableaux cliniques se sont précisés. Maintenant, on sait que ces troubles peuvent avoir plusieurs conséquences dommageables pour l’enfant. En effet, on peut observer, lorsqu’une lésion se produit au niveau de la région temporo-pariéto-occipitale, des répercussions au niveau des habiletés scolaires, de la coordination motrice fine, de la perception du rythme, de l’espace et du temps. (Guiose, 2012; Vaivre-Douret, 2006)
1. Asomatognosie ou agnosie somatosensorielle : perte de la conscience d’une partie (partielle) ou de la totalité de notre corps (totale). (Guiose, 2012; Jeannerod, 2010)
2. Hémiasomatognosie : sentiment d’absence, de non-reconnaissance ou de non-appartenance de l’hémicorps paralysé à la suite d'une lésion de l’hémisphère dominant, le plus souvent pariétale (Guiose, 2012). De plus, ce trouble est souvent accompagné d’un certain degré d’anosognosie (Lechevalier, Eustache, & Viader, 2008).L'hémiasomatognosie est une manifestation d'un syndrome d'héminégligence, se produisant surtout lors de pathologies comme l'hémiplégie. Elle se caractérise par l'absence de reconnaissance de l'hémicorps gauche (lors d'une atteinte de l'hémisphère droit : hémiplégie gauche), parfois même si la sensibilité et la motricité de cet hémicorps est conservé.Les personnes atteintes par ce syndrome pensent parfois qu'il y a une autre personne dans leur lit, alors qu'ils sont seuls.Elle est causée par la lésion de l'aire 5 du cortex cérébral. En effet, cette aire située à la partie antérieure et supérieure du lobe pariétal, intervient dans la reconnaissance tactile des objets (stéréognosie) ainsi que dans la représentation psychique du schéma corporel (somatognosie). Sa destruction entraîne donc une hémiasomatognosie gauche ainsi qu'une astéréognosie controlatérale.
3. Syndrome de Gertsmann : Troubles bilatéraux localisés se caractérisant par une agnosie digitale, une indistinction gauche-droite, d’une acalculie, d’une agraphie et d’une apraxie constructive. (Guiose, 2012)
4. Autotopoagnosie : Troubles bilatéraux généralisés se traduisant par une incapacité de dénommer ou de localiser les différentes parties du corps que ce soit sur lui, sur autrui ou sur un dessin. S’accompagne souvent d’aphasie ou d’agnosie. (Guiose, 2012)
5. Membre fantôme des amputés : Perception du membre manquant tel qu’il était avant l’amputation. Cette perception peut être accompagnée de douleur, de déformation ou de paresthésies. (Lechevalier, et al., 2008)